# 전경삼각선
전경삼각선(全慶三角線)은 전라남도 순천시 해룡면에 있는 경전선 평화역에서 전라선 성산역을 잇는 길이 3.0km의 철도 노선이다. 경전선의 지선으로 되어 있다.

## 개요
2012년 여수세계박람회의 개최가 결정되고, KTX가 여수엑스포역까지 직결운행하는 것으로 결정되면서, KTX가 전라선 구간을 빠르게 운전할 수 있도록 하는 공사가 급속하게 진행되었다. 특히 순천역 부근의 전라선을 경전선 아래로 입체교차화하는 과정에서 순천-광양간 경전선도 복선전철화작업을 동시에 진행하는 것으로 결정되면서, 이 과정에서 이 노선을 신축하기로 한 경전선 순천-광양복선전철화 사업을 통해 2011년 후반에 개통되었다. 다만 이 부근의 전라선과 경전선은 지하에서 분기와 함께 입체교차를 하고 지상으로 올라오는 반면, 전경삼각선은 전선이 지상에 위치해 있다. 평화역 방면 쪽이 상행으로 설정되어 있다.
이 노선을 건설하지 않았다면 경전선을 통해 진주나 광양에서 여수엑스포 방향으로 향하는 화물열차가 순천역을 경유하면서 8.7 km(성산-순천간 5.0 km, 순천-평화간 3.7 km)를 운행해야 하고, 순천역에서 기관차의 방향을 돌리는 데 시간과 에너지, 그리고 선로용량을 소비해야 했다. 그러나 노선 건설과 동시에 이러한 시간 소모가 줄어들고,운행거리도 5.7km를 절약해 효율적인 철도 운행을 이룰 수 있게 되었다.
이 선의 주변으로는 현재 신대지구 신도시가 형성되었다.

## 연혁
- 2011년 10월 31일 : 노선 신설[2]
- 2019년 4월 17일 : 철도 노선번호 변경에 따라 30208로 변경[3]

## 역 목록
| 역명 | 로마자 역명 | 한자 역명 | 역간거리 (km) | 영업거리 (km) | 접속 노선 | 소재지   | 소재지 | 비고   |
| ---- | ----------- | --------- | ------------- | ------------- | --------- | -------- | ------ | ------ |
| 평화 | Pyeonghwa   | 平和      | 0.0           | 0.0           | 경전선    | 전라남도 | 순천시 | 신호장 |
| 성산 | Seongsan    | 星山      | 3.0           | 3.0           | 전라선    | 전라남도 | 순천시 |        |

## 사진

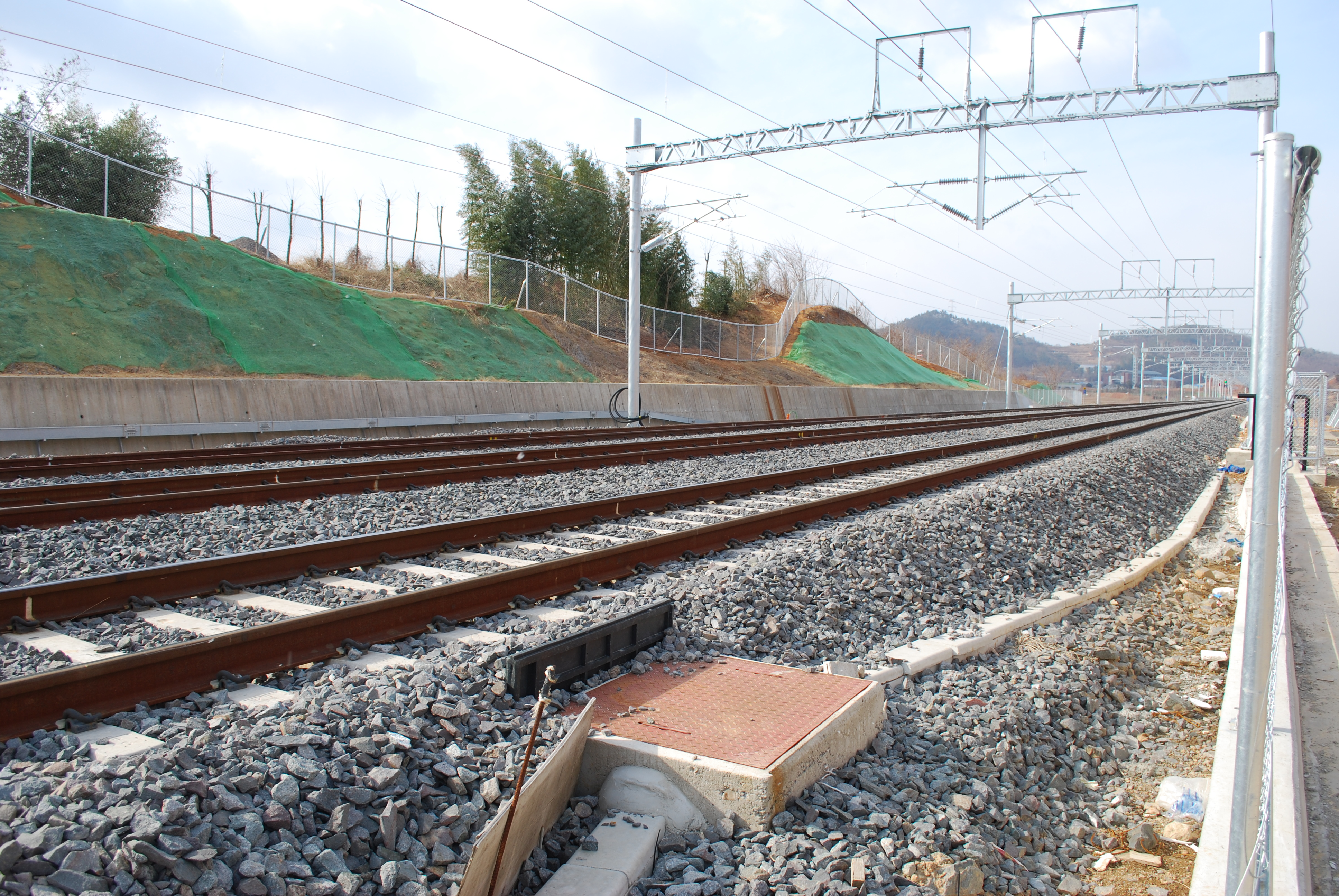
평화역에서 보이는 전경삼각선 (맨 왼쪽의 노선)
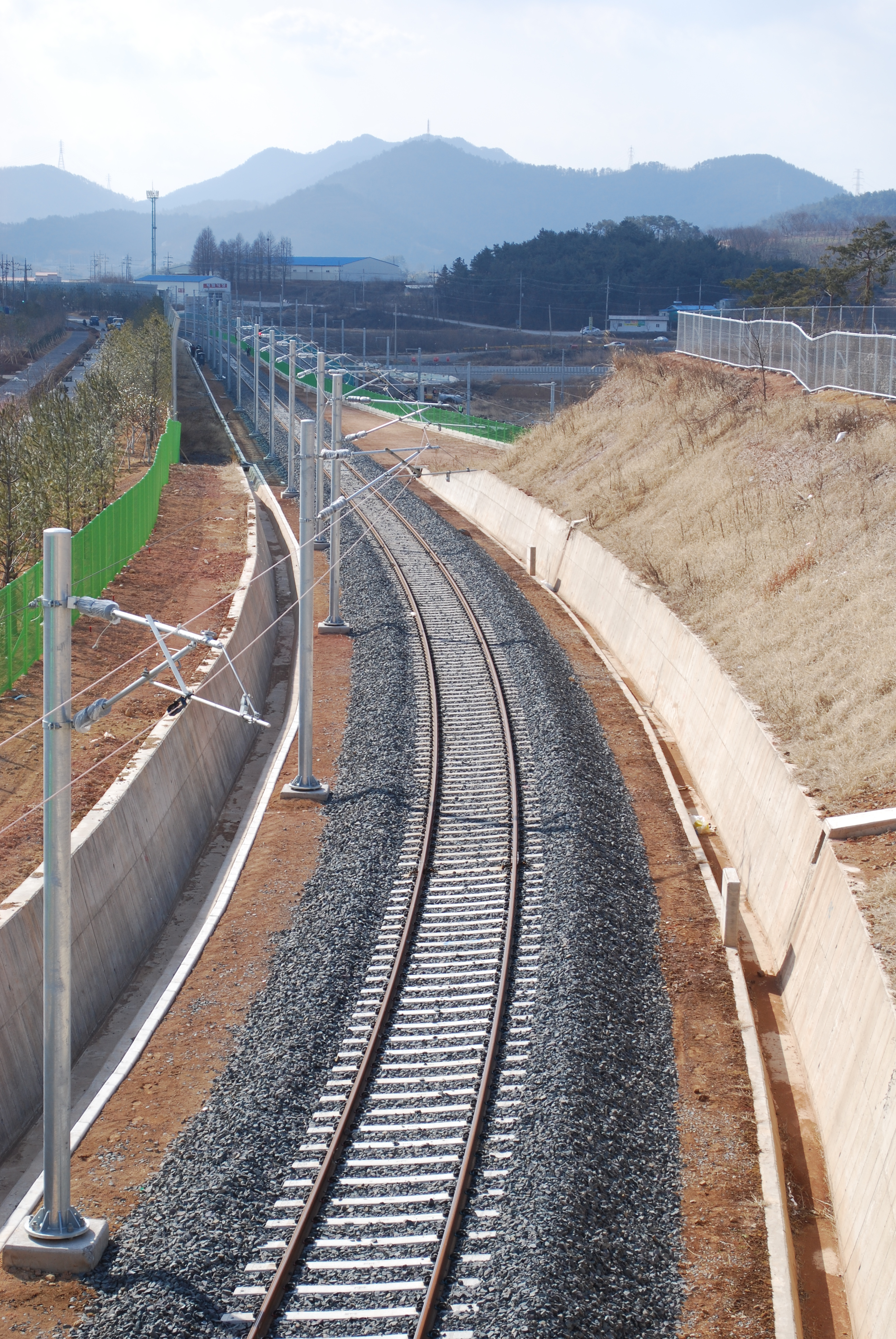
육교에서 내려다 본 전경삼각선